# By-Sexual
By-Sexual (estilizado como BY-SEXUAL) ou By-Sex foi uma banda japonesa de visual kei punk rock de Osaka. Originalmente, permaneceram ativos de 1988 até 1995, quando o vocalista Sho deixou a banda e eles entraram em um hiato. Em agosto de 1996, os membros restantes reiniciaram o grupo sob o nome de By-Sex (estilizado como BY-SEX) com Ryo assumindo os vocais e também a guitarra. Em fevereiro de 1998, Nao saiu e o grupo se desfez.
Em 3 de setembro de 2011, By-Sexual se reuniu para um show no Shinagawa Stellar em apoio as vítimas do terremoto e tsunami Tōhoku em 2011. Em meados da  mesma época, Ryo e o baixista Den se juntaram á Sakura para se apresentarem como By-Sex. Os quatro se reuniram novamente para o Visual Japan Summit de 14 de outubro de 2016 no Makuhari Messe e o Chain the Rock Festival em 26 de agosto de 2017.

## Carreira
By-Sexual foi formado em abril de 1988 na cidade de Osaka. Naquele ano eles lançaram a demo "Bad Boy Blues" pela gravadora Free-Will. Depois, assinaram com a Pony Canyon e em fevereiro de 1990 lançaram sua estreia nesta grande gravadora, o single "So Bad Boy". Seu primeiro álbum Culture Shock foi lançado em abril. Alcançou a sexta posição na parada da Oricon e foi nomeado um dos melhores álbuns de 1989-1998 em uma edição de 2004 da revista musical Band Yarouze. A canção "Bakumatsu Junjoden" foi usada como música tema do filme de mesmo nome de 1991, estrelado por Riho Makise e vendeu mais de 100.000 cópias.
Em 9 de maio de 2011, foi anunciado no Twitter de Nao e no blog de Den que By-Sexual se reuniria por uma noite. Este foi o primeiro show do By-Sexual em dezesseis anos, realizado em 3 de setembro no Shinagawa Stellar para uma audiência de 2.000 pessoas. Todos os rendimentos do show foram doados à Cruz Vermelha Japonesa para as vítimas do terremoto e tsunami Tōhoku em 2011. Na mesma época, Ryo e Den se juntaram a Sakura, seu colega de banda do Zigzo, para reiniciar o By-Sex. Eles lançaram um mini-álbum intitulado Ago em 17 de agosto e fizeram seu primeiro show dois dias depois no Chain the Rock Festival de 2011. Em 2014, Ryo e Sho realizaram um set acústico juntos no Chain the Rock Festival daquele ano em 30 de agosto. By-Sexual se reuniu mais uma vez para se apresentar no primeiro dia do Visual Japan Summit em 14 de outubro de 2016 no Makuhari Messe. No show, se juntaram a Hisashi do Glay para tocar "Be Free". A banda se apresentou segunda noite do 10º aniversário do Chain the Rock Festival em 26 de agosto de 2017.

## Membros
By-Sexual
- Sho Yamanoi - vocais (1988–1995, 2011, 2016, 2017)
- Ryoji "Ryo" Okamoto - guitarra (1988–1995, 2011, 2016, 2017)
- Hiroyuki "Den" Onishi - baixo (1988–1995, 2011, 2016, 2017)
- Naoyuki "Nao" Fujimoto - bateria (1988–1995, 2011, 2016, 2017)

By-Sex
- Ryoji "Ryo" Okamoto - voz, guitarra (1996–1998, 2011)
- Hiroyuki "Den" Onishi - baixo (1996–1998, 2011)
- Naoyuki "Nao" Fujimoto - bateria (1996–1998)
- Sakura - bateria (2011) (L'Arc-en-Ciel, Zigzo, Sons of All Pussys)

## Discografia

### Álbuns de estúdio
- Culture Shock (21 de abril de 1990) Posição de pico na Oricon Albums Chart: No. 6[13]
- Sexualty (14 de novembro de 1990) No. 5[13]
- Cracker (9 de outubro de 1991) No. 5[13]
- 4D Pocket (18 de setembro de 1992) No. 9[13]
- Coupling Party (20 de novembro de 1992) No. 14[13]
- Young Sprits (2 de junho de 1993) No. 21[13]
- 94 Love (6 de abril de 1994) No. 21[13]
- Cool (18 de novembro de 1994) No. 40[13]

Como By-Sex
- Ago (17 de agosto de 2011)

### Singles
- "So Bad Boy" (21 de fevereiro de 1990), Posição de pico na Oricon Singles Chart 16[14]
- "Be Free" (21 de março de 1990) No. 14[14]
- "Get, Start, Don't Stop, Go Go!" (25 de julho de 1990) No. 12[14]
- "Flapper" (24 de outubro de 1990) No. 8[14]
- "Dynamite Girl" (24 de abril de 1991) No. 14[14]
- "Bakumatsu Junjoden/Okita Sousi wa B Cup" (幕末純情伝／沖田総司はBカップ)(21 de junho de 1991) No. 12[14]
- "Hysteric" (21 de setembro de 1991) No. 12[14]
- "Hurry Up! Let It Go!" (1 de janeiro de 1992) No. 20[14]
- "Deep Kiss" (18 de setembro de 1992) No. 25[14]
- "Thank You for Smile" (21 de maio de 1993) No. 56[14]
- "Media Junky" (17 de setembro de 1993) No. 43[14]
- "Romantic" (18 de março de 1994) No. 56[14]
- "Cool Heart" (21 de outubro de 1994) No. 66[14]